# رودخانه‌های سرخ
رودخانه‌های سرخ (فرانسوی: Les Rivières Pourpres‎) فیلمی در ژانر تریلر روانشناسانه و جنایی به کارگردانی متیو کاسوویتس است که در سال ۲۰۰۰ منتشر شد. از بازیگران آن می‌توان به ژان رنو، ونسان کسل، دومنیک سندا، نادیه فارس و ژان-پیر کسل اشاره کرد.

## خلاصه داستان
کمیسر «پی یر نیمانس» وارد منطقه کوهستانی گوئر نان می‌شود تا دربارهٔ قتل کارمندان دانشگاهی در آن حوالی تحقیق کند. جسد قربانیان در کوهستان پیدا شده در حالی که بعد از ساعت‌ها شکنجه شدید، با زخم‌های بی شمار روی بدنشان، و چشمان از حدقه درآمده جان داده‌اند…